# Arresto

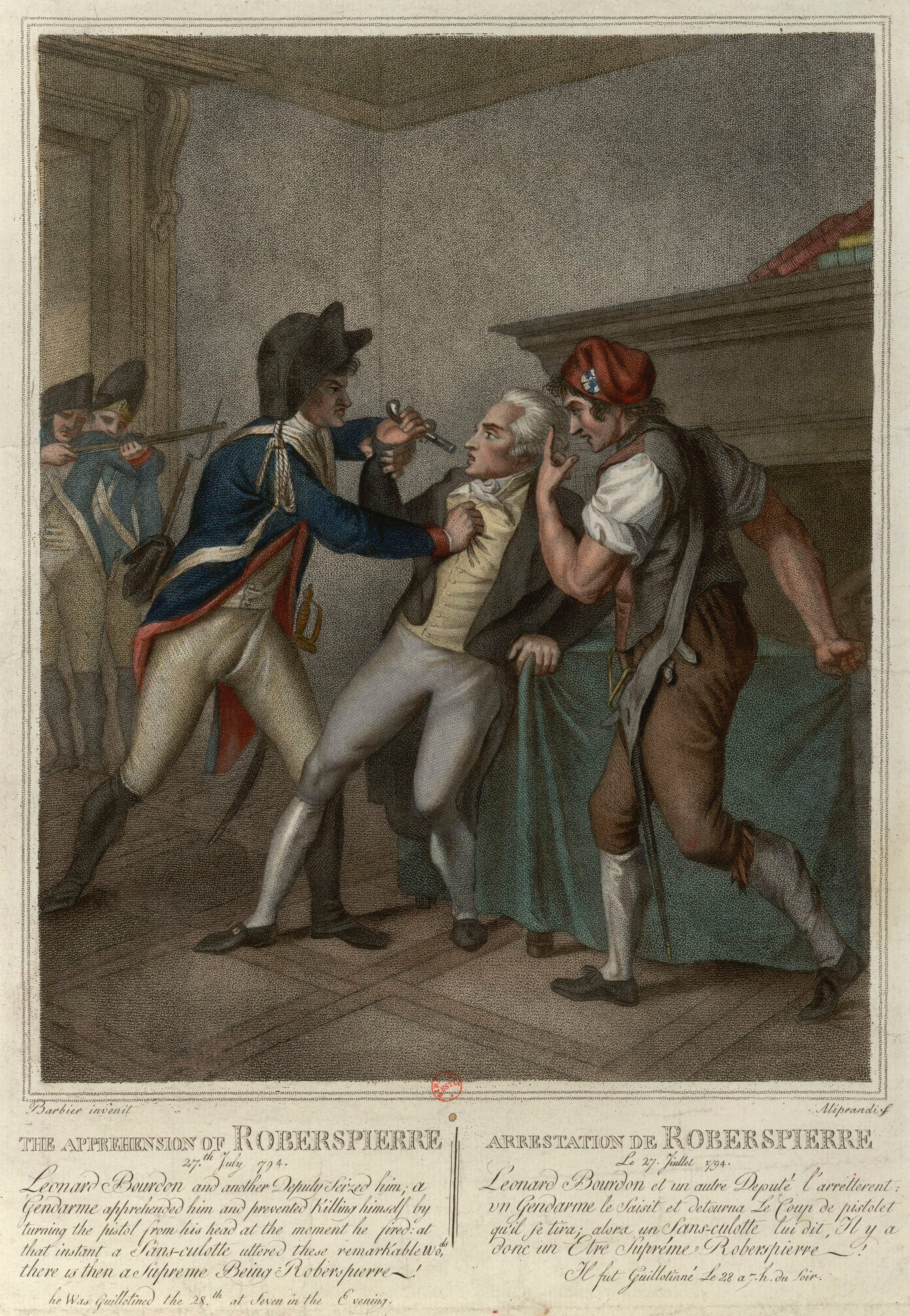
Arresto di Robespierre (Arrestation et tentative de suicide de Robespierre le 17 juillet 1794, anonimo, 1796)

L'arresto, in diritto, indica un istituto giuridico nonché un atto con cui si priva una persona della sua libertà personale.

## Finalità
L'istituto ha la finalità di prevenire la fuga di un soggetto, qualora ne ricorrano i presupposti e le condizioni di legge, per impedire la ulteriore commissione di crimini, tutelare lo sviluppo delle indagini preliminari da parte delle forze di polizia, impedendo che la persona possa fuggire sottraendosi alla giustizia o assicurare l'esecuzione della pena inflitta a una persona in caso di condanna con sentenza emessa dalla autorità giudiziaria.

## Nel mondo
La legge, che potrebbe cambiare nei vari Stati del mondo prevede i termini di arresto e detenzione.
In particolare si concentra sul determinare chi ha il potere di arrestare. Determina inoltre le circostanze (tipo di prova, sospetto o ragionevole motivo, violazione di quali leggi, esistenza di un mandato giudiziario, ecc.), le condizioni (tra cui quelle del rilascio) e la durata.

### Italia
Nel diritto italiano, il termine arresto, in senso atecnico, designa più istituti differenti e distinti tra loro:
- l'arresto in flagranza di reato;
- il fermo di indiziato di delitto;
- la pena dell'arresto;
- l'arresto per l'esecuzione di un ordine di custodia cautelare;
- l'arresto per l'esecuzione di un ordine di carcerazione in esecuzione di una condanna penale definitiva alla pena della reclusione o dell'arresto.

Si precisa che la legge parla di arresto tanto nel caso di detenzione in carcere come pure nel caso di persona a cui viene intimato di rimanere nella propria abitazione (in tal caso si definisce la custodia cautelare come arresti domiciliari e la sostituzione della pena della detenzione in carcere come detenzione domiciliare).
Esso deve essere disposto seguendo le prescrizioni imposte dalla legge, altrimenti si potrebbe trattare di arresto illegale. Oltre le forze di polizia italiane, anche i privati cittadini, secondo l'ordinamento italiano, possono procedere all'arresto in flagranza di reato nei casi previsti dal codice di procedura penale italiano, purché si tratti di reati perseguibili di ufficio, con obbligo di consegna del soggetto interessato alla polizia giudiziaria prima possibile.

#### Arresto in flagranza
L'arresto in flagranza di reato è una misura precautelare, eseguita dalla polizia giudiziaria italiana; in particolare, per i reati per i quali è previsto l'arresto obbligatorio da parte della polizia giudiziaria, ai sensi degli artt. 380 e seguenti del codice di procedura penale, e limitatamente ai casi in cui il delitto sia perseguibile d'ufficio.

#### Arresto come pena (reclusione)
La pena dell'arresto è una pena detentiva prevista dalla legge penale italiana per le contravvenzioni (invece la reclusione è prevista per i delitti). Come nel caso della reclusione, la pena dell'arresto prevede la privazione della libertà del condannato e la sua detenzione in un'apposita struttura per un determinato periodo di tempo. È in corso di introduzione legislativa la previsione che la pena dell'arresto venga scontata presso il domicilio e non più in un istituto penitenziario, in considerazione del fatto che la pena dell'arresto si riferisce a reati minori (classificati come contravvenzioni) di scarso allarme sociale e con pene lievi.

#### Arresto per custodia cautelare
L'arresto può essere eseguito su richiesta del pubblico ministero e su ordine del giudice per le indagini preliminari (in sigla GIP) per porre in custodia cautelare un indagato (cioè una persona sospettata di aver commesso un reato), per uno di questi tre possibili scopi: evitare che la persona si dia alla fuga (per sfuggire alla punizione penale), evitare che la persona possa inquinare le prove del reato (contattando testimoni, nascondendo prove o documenti o valori provento del reato, ecc.), oppure infine reiteri il reato (cioè commetta un reato dello stesso tipo).

### Stati Uniti d'America
Anche negli Stati Uniti l’arresto è un atto della polizia giudiziaria a cui deve rapidamente seguire la comparizione davanti a un giudice. L’arresto è possibile se ci sono plausibili indizi che il sospettato abbia commesso un reato; inoltre la polizia, per giustificare l’arresto, deve valutare se il sospettato ha rifiutato di fornire le generalità, se lasciarlo in libertà comporta rischi, se deve rispondere di altri reati, se è recidivo. Negli Stati Uniti il pubblico ministero (public prosecutor) non è indipendente come in Italia, ma dipendente dal potere esecutivo e svolge funzioni di avvocato della polizia: serve quindi da raccordo con il giudice al quale deve presentare l’arrestato entro 24 ore (in alcuni casi eccezionali 48 ore). Nell’udienza (arraignment) verrà enunciata l’accusa (il sospettato diventa imputato: defendant) e richiesta la custodia in carcere o altre misure cautelari; o eventualmente una cauzione per il rilascio; si tiene una discussione tra pubblico ministero e difensore a cui fa seguito la decisione del giudice. Dopo questa udienza viene subito fissata quella in cui si terrà il processo. La cauzione viene determinata tenendo conto delle condizioni economiche dell’imputato: se l’imputato non si presenta al processo viene trattenuta dall’erario.